# Municipio de San Miguel Ejutla
El municipio de San Miguel Ejutla es uno de los 570 municipios del estado mexicano de Oaxaca. Su cabecera es la localidad de San Miguel Ejutla.

## Geografía
El municipio de San Miguel Ejutla colinda al norte con los municipios de San Francisco Teopan y Tlacotepec Plumas; al este con el San Mateo Tlapiltepec; al sur con los municipios de San Miguel Tulancingo y La Trinidad Vista Hermosa; y al oeste con el municipio de San Pedro Nopala.

## Localidades
El municipio de San Miguel Ejutla cuenta con seis localidades.
| Localidad         | Población (2020) |
| ----------------- | ---------------- |
| San Miguel Ejutla | 973              |
| Los Higos         | 83               |
| El Higo           | 39               |

## Gobierno
El municipio de San Miguel Ejutla se rige mediante el sistema de usos y costumbres.
| Presidente municipal           | Periodo   |
| ------------------------------ | --------- |
| Ángel Soriano Sierra           | 1996-1998 |
| Francisco Javier Pérez Cruz    | 1999-2001 |
| Juan Cruz Mendoza              | 2002-2004 |
| Pascual José Méndez López      | 2005-2007 |
| Bonifacio Reyes Ortiz          | 2008-2010 |
| Pedro Ramírez Santos           | 2011-2013 |
| Andrés López Soto              | 2013-2016 |
| Constantino V. Mendoza Ramírez | 2017-2019 |
| Rodrigo Lucas Hernández        | 2020-2022 |
| Rodrigo Lucas Hernández        | 2023-2025 |